# تکه‌هایی از او
تکه‌های از او (به انگلیسی: Pieces of Her) یک مجموعه اینترنتی درام و دلهره‌آور آمریکایی است که توسط شارلوت استودت ساخته شده‌است، بر اساس رمانی به همین نام در سال ۲۰۱۸ اثر کارن اسلوتر که برای اولین بار از شبکه نتفلیکس در ۴ مارس ۲۰۲۲ پخش‌شد.
بین ۲۷ فوریه ۲۰۲۲ تا ۳ آوریل ۲۰۲۲ این سریال به مدت ۲۲۷٫۴۷۰٫۰۰۰ساعت در نتفلیکس در سراسر جهان تماشا‌شد.

## داستان
داستان اندی، زنی ۳۰ ساله (با بازی بلا هیتکوت) را دنبال می‌کند که در یک تیراندازی مرگبار در یک غذاخوری محلی گرفتارمی‌شود. لحظاتی بعد، او شاهد است که مادرش، لورا (با بازی تونی کولت) این تهدید را با خشونت از بین می‌برد. اندی در آن روز که اقدامات مادرش می‌بیند، دیدگاه او در مورد کل روابط خانوادگی آنها چرخش جدیدی پیدا می‌کند. به زودی، چهره‌هایی از گذشته مادرش دوباره ظاهر می‌شود و او مجبور به فرارمی‌شود. در سفر، او تلاش می‌کند تا حقیقتی را که مادرش مدت‌ها پیش دفن کرده بود، بیابد.

## فیلمبرداری
در ابتدا انتظار می‌رفت که تصویربرداری اصلی این مجموعه در ۱۶ مارس ۲۰۲۰ آغاز شود و در ۱۷ ژوئیه ۲۰۲۰ در برنابی، بریتیش کلمبیا به پایان برسد. پس از سرمایه‌گذاری ۲۱٫۵ میلیون دلار استرالیا از سوی دولت استرالیا تولید به سیدنی، استرالیا، جایی که فیلمبرداری در اوایل سال ۲۰۲۱ انجام شد، اغوا شد.

## پاسخ انتقادی
در وب‌سایت جمع‌آوری نقد راتن تومیتوز بر اساس ۲۳ نقد منتقد، ۴۸ درصد امتیاز را دریافت‌کرد. و در متاکریتیک، که از میانگین وزنی استفاده می‌کند، بر اساس ۱۷ منتقد، امتیاز ۵۳ از ۱۰۰ را به خود اختصاص داد که نشان دهنده «بررسی‌های مختلط یا متوسط» است.